# Lycée français de Barcelone
Le lycée français de Barcelone (abrégé en LFB ; en espagnol : Liceo Francés de Barcelona, en catalan : Liceu francès de Barcelona) est implanté à Barcelone depuis 1924. Le lycée est directement géré par l’Agence pour l'enseignement français à l'étranger (AEFE) depuis 2004. Il a notamment pour objectif de « valoriser l’image d’excellence de l’enseignement français et de positionner le LFB comme établissement international de la communauté barcelonaise ». Il participe ainsi au renforcement des relations de coopération entre les deux systèmes éducatifs.
Il y a deux campus : le campus principal de Pedralbes (ES/CA), (primaire, collège, lycée), et le campus de Munner (maternelle) dans le quartier Bonanova (ES/CA),.

## Le lycée aujourd'hui

### Enseignement
L’enseignement dispensé par l’établissement est homologué par le ministère français de l’Éducation nationale, et va de l’école maternelle (petite section) jusqu’au baccalauréat conformément au système éducatif français. Le lycée, également reconnu et autorisé par le gouvernement espagnol, intègre des programmes complémentaires prévus par l’accord culturel franco-espagnol, en langue et littérature ainsi qu’en histoire-géographie (« sociales »).
Son personnel enseignant est composé d'enseignants autant missionnés depuis la France qu'employés localement. Les membres de direction sont pour leur part tous missionnés depuis la France. Les agents de service sont tous employés localement.

### Évolution de effectifs scolaires
|             | 2012-2013 | 2014-2015 | 2015-2016 | 2017-2018 |
| Lycée       | 636       | 645       | 648       | 671       |
| Collège     | 839       | 918       | 976       | 1 052     |
| Élémentaire | 882       | 895       | 893       | 871       |
| Maternelle  | 434       | 403       | 405       | 382       |
| Total       | 2 791     | 2 861     | 2 922     | 2 976     |

## Histoire
Dès le Premier Empire est imaginé l'idée de créer un voire plusieurs lycées à Barcelone. La Catalogne est alors française depuis 1808. Le projet est abandonné en 1815, en même temps que l'Empire chute et que la Catalogne retourne dans le giron espagnol.  L'enseignement français est finalement introduit par la Société de Bienfaisance Française de Barcelone, association en aide aux plus nécessiteux, en 1851. En 1859, cette école prend le nom d’Écoles Françaises et deviendra bien plus tard École Française Ferdinand Lesseps, en hommage au créateur de la Société de Bienfaisance Française de Barcelone.

### Des cours secondaires de l'Institut au premier proviseur (1924-1942)
Le lycée français de Barcelone est l'héritier des Cours secondaires par l'Institut Français de Barcelone (IFB). Ils sont inaugurés le 1er octobre 1924. À l'époque les niveaux enseignés la 6º et la 5º. Ils sont installés Calle Consejo de Ciento, 338. Les Cours secondaires et l'IFB n'étant qu'une seule institution, ils se partagent donc le même édifice. En 1927, les Cours secondaires deviennent autonome et prennent le nom de Collège français de Barcelone. En 1930, l'IFB-Collège acquiert grâce au soutien de la Société de Bienfaisance de Barcelone un édifice, dans la rue de Provence, où il déménage avec l'administration du Collège.
En 1935, les cours prennent le nom de lycée sous la direction de François Duffas. L'établissement compte alors 200 élèves, français et espagnols. Il ne peut pas plus à cause de l'étroitesse des locaux. La guerre civile espagnole (1936-1939) va considérablement perturber l'organisation des cours. L'établissement est touché par les bombes. Les Écoles Françaises (actuel Lesseps) sont également touchées (son site de Sepúlveda est totalement détruit). Chaque année, les cours sont suspendus provisoirement. Les cours parviennent à être maintenus grâce au soutien de la ville et de la Generalitat qui fournissent des locaux à distance des zones à risque.
La guerre civile terminée, le personnel de l'Institut et du lycée sont remplacés par des personnes moins compromises avec la République battue. Pierre Deffontaines est alors nommé Directeur de l'Institut et du lycée en 1939. Il réorganise les structures scolaires et crée le primaire en 1939 grâce à d'anciens élèves des Écoles françaises qui n'ont plus de locaux depuis la destruction de Sepúlveda. En 1941 il achète un nouveau terrain à Balmes pour y installer l'Institut. Il laisse le lycée à Calle Provenza. Cette séparation physique est importante car pour pouvoir mieux gérer l'établissement Deffontaines nomme pour la rentrée de 1942 l'un de ses enseignants, André Dravet, proviseur.

### Le lycée avant Pedralbes (1942-1965)
Les premières années de Dravet à la tête du lycée sont marquées par un évènement important : la dissidence vis-à-vis du régime de Vichy. Jusque-là fidèles au régime, Deffontaines et Dravet refusent à partir de 1943 les ordres venant de Vichy. Ils sont démis de leurs fonctions et remplacés. Cependant, la quasi-totalité des élèves de l'établissement cesse d'aller en cours par solidarité. Ils rachètent alors, grâce au soutien d'institutions locales et de fonds américains dédiés aux institutions culturelles françaises qui feraient dissidence, une école catalane en 1943 : l'Institución Cultural Escoda. La fin de la Seconde Guerre mondiale va avoir plusieurs conséquences. La première est que Dravet est réhabilité dans ses fonctions dès la rentrée 1944. Les élèves, enseignants et l'administration dissidents retournent dans les locaux de la Rue de Provence. La deuxième est que le lycée obtient l'autonomie financière de l'IFB à partir de cette date. La troisième est que l'Allemagne, défaite, perd ses institutions culturelles à l'étranger. L'ancien Collège Allemand est démantelé et ses locaux (Munner et Moia) confiés à l'Association d'Enseignement International, nouvellement créé à partir de l'Association d'Enseignement Allemand. À partir de 1946, son directeur ne sera autre qu'André Dravet qui utilise alors ces locaux pour agrandir le lycée français. Le lycée prend alors le nom de lycée français - collège international.
Le lycée est alors doté de deux sections : l'une française où les programmes français sont enseignés en français (elle est l'héritière des Cours secondaires de 1924), l'autre espagnole où les programmes espagnols sont enseignés en espagnol. Ainsi, bien que le lycée ait été un refuge pour de nombreuses familles catalanes sous le franquisme, les programmes devaient y être enseignés. Des enseignants de la Phalange y étaient nommés pour délivrer des cours d'Esprit national. Les filles et garçons étaient séparés. Pour sa part, la section espagnole est née en 1939 avec 5 élèves. Elle va rapidement prendre de l'ampleur. De 1943 à 1968, c'est Pere Ribera i Ferran, le futur fondateur de l'école Aula, qui la dirige.
L'un des grands projets de Dravet est de bâtir un nouvel établissement pour regrouper l'ensemble des élèves. En effet, depuis le début des années 1940, l'établissement s'est agrandi. Extension construite dans la rue de Provence, récupération de Munner et Moia, Location à la rue du Bruc (carrer del Bruc), achat du patrimoine immobilier de l'ancienne école Institución Cultural Escoda. L'État français acquiert un terrain à Pedralbes dans les années 1950. En 1963, les travaux sont enfin lancés. Le déménagement est organisé entre août et septembre 1965 par son nouveau proviseur Jean Camborde. La rentrée est particulièrement difficile car l'établissement n'a encore ni gaz, ni téléphone, ni meubles. Pour cela, il est décidé de ne pas quitter l'ensemble des anciens immeubles. Provenza et Munner sont conservés dans l'attente que l'établissement prenne sa forme définitive.

## Personnalités liées au lycée

### Élèves célèbres
- Ricardo Bofill (1939-2022), architecte[12];
- José-Maria Flotats (1939-), acteur, metteur en scène et directeur de théâtre;
- Mar Coll (1981-), cinéaste;
- Valentina Viso (1981-), scénariste et productrice de cinéma;
- Ernest Urtasun (1982-), ministre de la culture;
- Milena Busquets (1972-), femmes de lettres.

### Sources et bibliographie
- (fr) Projet d'établissement du lycée français de Barcelone 2012-2015, 13 p. (lire en ligne) [PDF]
- André Dravet, La curieuse histoire du Lycée Français de Barcelone, 1980
- Pierre Deffontaines, Journal de guerre (1939-1944), Presses Universitaires du Septentrion, 306p.